# Сини свободи

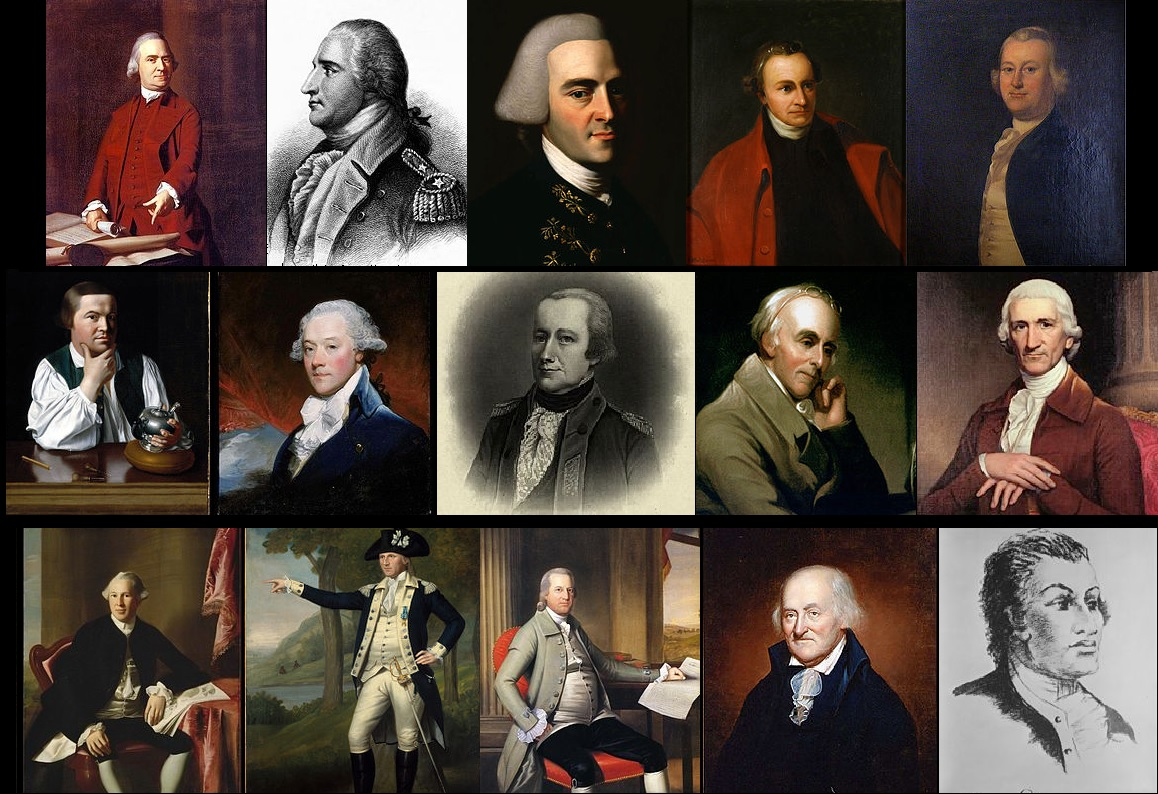
Сини свободи

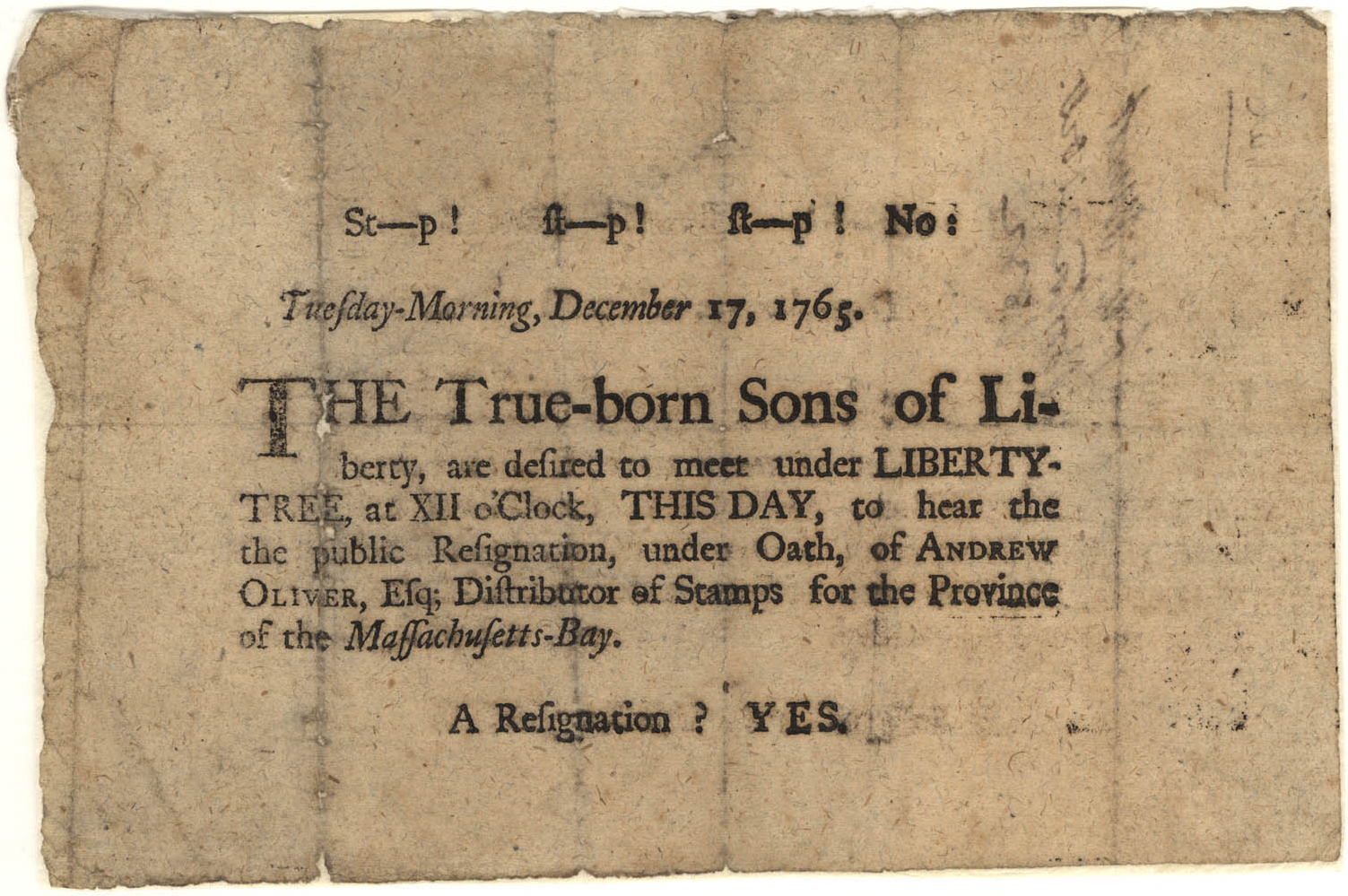

«Сини свободи» — політична група, що складалася з американських патріотів, які боролися за самовизначення північноамериканських колоній. Група була створена для захисту прав колоністів від узурпації британського уряду після 1766 року. Відомі через участь у Бостонському чаюванні 1773 року.